# 부산중앙중학교
부산중앙중학교(釜山中央中學校)는 대한민국 부산광역시 기장군 정관읍 방곡리에 있는 공립 중학교이다.

## 학교 연혁
- 1960년 3월 11일 : 부산중앙중학교 설립인가(18학급)
- 1960년 4월 15일 : 개교 및 제1회 입학식(5학급, 경남공고 임대교사에서)
- 1960년 7월 5일 : 초대 정사용 교장 부임
- 1964년 12월 20일 : 부산진구 전포동 신축교사로 이전
- 1971년 12월 24일 : 교육부지정 부진아지도 연구학교 운영
- 2012년 3월 1일 : 2012. 03. 01. ~ 2013. 02. 28. 1년간 휴교
- 2013년 2월 28일 : 부산시 기장군 정관면 방곡리 신축교사로 이전
- 2018년 3월 2일 : 자유학년제 연구학교 운영
- 2018년 3월 2일 : 수학나눔학교 운영
- 2025년 1월 10일 : 제62회 졸업식(7학급 178명, 총 26,566명)
- 2025년 3월 1일 : 제26대 김옥녀 교장 취임
- 2025년 3월 4일 : 제64회 입학식(8학급 249명)

## 참고 자료
- 부산중앙중학교 - 한국교육학술정보원 학교알리미